# لييا أخيدزاكوفا
لييا أخيدزاكوفا (بالروسية: Лия Меджидовна Ахеджакова)‏ هي ممثلة روسية (وحملت سابقاً جنسية الاتحاد السوفيتي)، ولدت في 9 يوليو 1938 بدنيبرو في أوكرانيا. بدأت مشوارها المهني سنة 1961، ومن الجوائز التي نالتها فنان الشعب الروسي ونيشان الشرف والجائزة الحكومية للأخوين فاسيليف لروسيا الاتحادية الاشتراكية السوفيتية ‏ وجائزة نيكا.

## أعمال

### أفلام
- (1975) سخرية القدر
- (1979) موسكو لا تؤمن بالدموع

## جوائز
- فنان الشعب الروسي
- نيشان الشرف
- الجائزة الحكومية للأخوين فاسيليف لروسيا الاتحادية الاشتراكية السوفيتية [الإنجليزية]‏
- جائزة نيكا

## وصلات خارجية
- لييا أخيدزاكوفا على موقع IMDb (الإنجليزية)
- لييا أخيدزاكوفا على موقع ميتاكريتيك (الإنجليزية)
- لييا أخيدزاكوفا على موقع روتن توميتوز (الإنجليزية)
- لييا أخيدزاكوفا على موقع ألو سيني (الفرنسية)
- لييا أخيدزاكوفا على موقع قاعدة بيانات الفيلم (الإنجليزية)
- لييا أخيدزاكوفا على موقع كينوبويسك (الروسية)